# Kaštel v Diviakách
Kaštel v Diviakách nebo Platthyovský kaštel stojí v městské části Turčianských Teplic, v Diviakách na Matiční ulici. 
Je to renesanční kaštel postavený v 50. letech 17. století. Jeho posledním vlastníkem byl hrabě Pongrác. Stavba byla rekonstruována 1952-58. Dnes je pracovištěm Matice slovenské.